# Lešť
Lešť es un municipio del distrito de Zvolen en la región de Banská Bystrica, Eslovaquia, con una población estimada a final del año 2024 de 28 habitantes.
Se encuentra ubicado en el centro-oeste de la región, en los montes Centrales Eslovacos y la cuenca hidrográfica del río Hron —un afluente izquierdo del Danubio— y cerca de la frontera con la región de Nitra.

## Demografía
| Año        | 1994 | 2004     | 2014     | 2024     |
| ---------- | ---- | -------- | -------- | -------- |
| Población  | 213  | 158      | 97       | 28       |
| Diferencia |      | −25,82 % | −38,60 % | −71,13 % |

| Año        | 2023 | 2024    |
| ---------- | ---- | ------- |
| Población  | 27   | 28      |
| Diferencia |      | +3,70 % |